# Самоса
Самоса (від перс. سنبوساگ; sanbosag) — смажене або печене тісто з начинкою (пряна картопля, цибуля, горох, сочевиця, м'ясо, курка). Розмір і форма різні, але найбільш поширена у вигляді трикутника. Часто подається з соусами. Самоса популярна на індійському субконтиненті, на південному сході, в Центральній і Південно-Західної Азії, на Аравійському півострові, на Середземноморському узбережжі, в північній і південній частинах Африки.
Імовірно страва з'явилася в Центральній Азії (де вона відома як самса) десь в X столітті. Самоса згадується в роботах іранського історика Абу-ль-Фадль Байхакі (995—1077). Самоса набула популярності в Індії починаючи з XIII століття і була завезена торговцями в сусідні регіони. Існує безліч регіональних версій тієї ж страви під різними назвами.